# Tour der englischen Rugby-Union-Nationalmannschaft nach Australasien und Südafrika 1998
| Tour der Engländer nach Australasien und Südafrika 1998 | Tour der Engländer nach Australasien und Südafrika 1998 | Tour der Engländer nach Australasien und Südafrika 1998 | Tour der Engländer nach Australasien und Südafrika 1998 | Tour der Engländer nach Australasien und Südafrika 1998 |
| Übersicht                                               | S                                                       | G                                                       | U                                                       | N                                                       |
| ------------------------------------------------------- | ------------------------------------------------------- | ------------------------------------------------------- | ------------------------------------------------------- | ------------------------------------------------------- |
| Test Matches                                            | 4                                                       | 0                                                       | 0                                                       | 4                                                       |
| Sonstige Spiele                                         | 3                                                       | 0                                                       | 0                                                       | 3                                                       |
| Gesamt                                                  | 7                                                       | 0                                                       | 0                                                       | 7                                                       |
|                                                         |                                                         |                                                         |                                                         |                                                         |
| Australien                                              | 1                                                       | 0                                                       | 0                                                       | 1                                                       |
| Neuseeland                                              | 2                                                       | 0                                                       | 0                                                       | 2                                                       |
| Südafrika                                               | 1                                                       | 0                                                       | 0                                                       | 1                                                       |

Die Tour der englischen Rugby-Union-Nationalmannschaft nach Australasien und Südafrika 1998 umfasste eine Reihe von Freundschaftsspielen der englischen Rugby-Union-Nationalmannschaft. Sie reiste von Anfang Juni bis Anfang Juli 1998 durch Australien, Neuseeland und Südafrika. Während dieser Zeit bestritt sie sieben Spiele, darunter zwei Test Matches gegen die neuseeländischen All Blacks sowie je ein weiteres gegen die australischen Wallabies und die südafrikanischen Springboks. Hinzu kamen drei Spiele gegen regionale Auswahlteams und die neuseeländische Reserve-Nationalmannschaft. In sämtlichen Partien gingen die Engländer als Verlierer vom Platz.
Mitte 1998 war die Rugby Football Union in eine heftige Auseinandersetzung verwickelt. Die Vereine der English Premiership – allen voran Bath Rugby und die Northampton Saints – weigerten sich, ihre Spieler für die Nationalmannschaft freizugeben. Sie protestierten damit gegen den Verband, mit dem sie sich bei den Finanzen und den Spieldaten der europäischen Pokalwettbewerbe nicht einig geworden waren. Für die Tour durch die Südhemisphäre musste Nationaltrainer Clive Woodward auf fast alle Stammspieler verzichten und auf Spieler zurückgreifen, die nur wenig oder gar keine Erfahrung im Nationalteam hatten. Diesen Umstand bezeichnete die Australian Rugby Union als den „größten Verrat seit Gallipoli“. Die Tour erhielt nach sieben zum Teil deutlichen Niederlagen den unschmeichelhaften Beinamen Tour of Hell („Tour der Hölle“). Die 0:76-Niederlage gegen Australien am 6. Juni ist bis heute die mit Abstand höchste der Engländer überhaupt.

## Spielplan
- Hintergrundfarbe rot = Niederlage

(Test Matches sind grau unterlegt; Ergebnisse aus der Sicht Englands)
| # | Datum         | Gegner              | Ort          | Stadion                       | Ergebnis |
| - | ------------- | ------------------- | ------------ | ----------------------------- | -------- |
| 1 | 06. Juni 1998 | Australien          | Brisbane     | Suncorp Stadium               | 0:76     |
| 2 | 14. Juni 1998 | Neuseeland A        | Hamilton     | Rugby Park                    | 10:18    |
| 3 | 16. Juni 1998 | New Zealand Academy | Invercargill | Rugby Park Stadium            | 32:50    |
| 4 | 20. Juni 1998 | Neuseeland          | Dunedin      | Carisbrook                    | 22:64    |
| 5 | 23. Juni 1998 | New Zealand Māori   | Rotorua      | Rotorua International Stadium | 14:62    |
| 6 | 27. Juni 1997 | Neuseeland          | Auckland     | Eden Park                     | 10:40    |
| 7 | 04. Juli 1998 | Südafrika           | Kapstadt     | Newlands Stadium              | 0:18     |

## Test Matches
| 6. Juni 1998 20:00 AEST | Australien | 76 : 0         | England | Suncorp Stadium, Brisbane Zuschauer: 26.691 Schiedsrichter: André Watson (Südafrika) |
| 6. Juni 1998 20:00 AEST | Versuche: Burke Gregan Horan (2) Kefu Larkham (3) Tune (3) Erhöhungen: Burke (4), Larkham (2) Straftritte: Burke (3) | (33:0) Bericht |         | Suncorp Stadium, Brisbane Zuschauer: 26.691 Schiedsrichter: André Watson (Südafrika) |

Aufstellungen:
- Australien: Andrew Blades, Tom Bowman, Matt Burke, Matt Cockbain, John Eales , George Gregan, Richard Harry, Daniel Herbert, Tim Horan, Phil Kearns, Toutai Kefu, Stephen Larkham, Joe Roff, Ben Tune, David Wilson 
 Auswechselspieler: Dan Crowley, Owen Finegan, Jason Little, Willie Ofahengaue
- England: Garath Archer, Scott Benton, Spencer Brown, Richard Cockerill, Tony Diprose , Danny Grewcock, Austin Healey, Matt Perry, Richard Pool-Jones, Steve Ravenscroft, Graham Rowntree, Tim Stimpson, Ben Sturnham, Phil Vickery, Jonny Wilkinson 
 Auswechselspieler: Dominic Chapman, Ben Clarke, Stuart Potter

| 20. Juni 1998 14:35 NZST | Neuseeland | 64 : 22        | England                                                                        | Carisbrook, Dunedin Zuschauer: 36.576 Schiedsrichter: Wayne Erickson (Australien) |
| 20. Juni 1998 14:35 NZST | Versuche: Cullen (2) Kronfeld Lomu Mayerhofler Randell (2) Wilson (2) Erhöhungen: Mehrtens (5) Straftritte: Mehrtens (3) | (26:8) Bericht | Versuche: Beim Cockerill Dawson Erhöhungen: Stimpson (2) Straftritte: Stimpson | Carisbrook, Dunedin Zuschauer: 36.576 Schiedsrichter: Wayne Erickson (Australien) |

Aufstellungen:
- Neuseeland: Robin Brooke, Olo Brown, Christian Cullen, Craig Dowd, Ian Jones, Michael Jones, Josh Kronfeld, Walter Little, Jonah Lomu, Mark Mayerhofler, Andrew Mehrtens, Anton Oliver, Taine Randell , Junior Tonu’u, Jeff Wilson 
 Auswechselspieler: Todd Blackadder, Mark Robinson
- England: Garath Archer, Nick Beal, Ben Clarke, Richard Cockerill, Matt Dawson , Danny Grewcock, Austin Healey, Josh Lewsey, Steve Ojomoh, Matt Perry, Graham Rowntree, Pat Sanderson, Tim Stimpson, Phil Vickery, Jonny Wilkinson 
 Auswechselspieler: Tom Beim, Will Green, Phil Greening, Dave Sims, Ben Sturnham

| 27. Juni 1998 14:35 NZST | Neuseeland                                                                                      | 40 : 10        | England                                                 | Eden Park, Auckland Zuschauer: 45.000 Schiedsrichter: Peter Marshall (Australien) |
| 27. Juni 1998 14:35 NZST | Versuche: Maka Mayerhofler Randell Joeli Vidiri Wilson (2) Erhöhungen: Mehrtens (2) Spencer (3) | (14:7) Bericht | Versuche: Dawson Erhöhungen: Dawson Straftritte: Dawson | Eden Park, Auckland Zuschauer: 45.000 Schiedsrichter: Peter Marshall (Australien) |

Aufstellungen:
- Neuseeland: Todd Blackadder, Robin Brooke, Olo Brown, Christian Cullen, Craig Dowd, Ian Jones, Josh Kronfeld, Jonah Lomu, Mark Mayerhofler, Andrew Mehrtens, Anton Oliver, Caleb Ralph, Taine Randell , Junior Tonu’u, Jeff Wilson 
 Auswechselspieler: Mark Carter, Norman Hewitt, Carl Hoeft, Isitolo Maka, Carlos Spencer, Joeli Vidiri
- England: Joshua Baxendell, Nick Beal, Tom Beim, Ben Clarke, Richard Cockerill, Matt Dawson , Tony Diprose, Rob Fidler, Austin Healey, Josh Lewsey, Matt Perry, Graham Rowntree, Pat Sanderson, Dave Sims, Phil Vickery 
 Auswechselspieler: Phil Greening, Steve Ravenscroft, Tim Stimpson, Ben Sturnham

| 4. Juli 1998 17:15 SAST | Südafrika                                                                                  | 18 : 0         | England | Newlands Stadium, Kapstadt Zuschauer: 50.000 Schiedsrichter: Colin Hawke (Neuseeland) |
| 4. Juli 1998 17:15 SAST | Versuche: Terblanche van der Westhuizen Erhöhungen: Montgomery Straftritte: Montgomery (2) | (12:0) Bericht |         | Newlands Stadium, Kapstadt Zuschauer: 50.000 Schiedsrichter: Colin Hawke (Neuseeland) |

Aufstellungen:
- Südafrika: Mark Andrews, James Dalton, Rassie Erasmus, Adrian Garvey, Henry Honiball, Robbie Kempson, Percy Montgomery, Pieter Muller, Krynauw Otto, Pieter Rossouw, André Snyman, Gary Teichmann , Stefan Terblanche, Joost van der Westhuizen, André Venter 
 Auswechselspieler: Ollie le Roux, Bobby Skinstad
- England: Joshua Baxendell, Nick Beal, Spencer Brown, Ben Clarke, Richard Cockerill, Matt Dawson , Tony Diprose, Rob Fidler, Josh Lewsey, Matt Perry, Graham Rowntree, Paul Sampson, Pat Sanderson, Dave Sims, Phil Vickery 
 Auswechselspieler: Tim Stimpson